# Чень Лун
Чень Лун  (кит.: 谌 龙, 18 січня 1989) — китайський бадмінтоніст, олімпійський медаліст.

## Виступи на Олімпіадах
| Олімпіада   | Дисципліна       | Місце |
| ----------- | ---------------- | ----- |
| Лондон 2012 | одиночний розряд | 3     |
| Ріо 2016    | одиночний розряд | 1     |
| Токіо 2020  | одиночний розряд | 2     |